# La Vernelle
La Vernelle est une commune française située dans le département de l'Indre, en région Centre-Val de Loire.

## Géographie

### Localisation
La commune est située dans le nord du département, à la limite avec le département de Loir-et-Cher. Elle est située dans la région naturelle du Boischaut Nord.
Les communes limitrophes sont : Meusnes (3 km), Selles-sur-Cher (3 km), Fontguenand (3 km), Val-Fouzon (6 km) et Chabris (9 km).
Les communes chefs-lieux et préfectorales sont : Valençay (10 km), Issoudun (47 km), Châteauroux (50 km), Le Blanc (77 km) et La Châtre (81 km).

### Hameaux et lieux-dits
Les hameaux et lieux-dits de la commune sont : Paulmery, les Moreaux et Launay.

### Géologie et hydrographie
La commune est classée en zone de sismicité 2, correspondant à une sismicité faible.
Le territoire communal est arrosé par la rivière Fouzon.

### Climat
Pour des articles plus généraux, voir Climat du Centre-Val de Loire et Climat de l'Indre.
En 2010, le climat de la commune est de type climat océanique dégradé des plaines du Centre et du Nord, selon une étude du CNRS s'appuyant sur une série de données couvrant la période 1971-2000. En 2020, Météo-France publie une typologie des climats de la France métropolitaine dans laquelle la commune est exposée à un climat océanique altéré et est dans la région climatique Centre et contreforts nord du Massif Central, caractérisée par un air sec en été et un bon ensoleillement.
Pour la période 1971-2000, la température annuelle moyenne est de 11,4 °C, avec une amplitude thermique annuelle de 14,8 °C. Le cumul annuel moyen de précipitations est de 663 mm, avec 11 jours de précipitations en janvier et 6,5 jours en juillet. Pour la période 1991-2020, la température moyenne annuelle observée sur la station météorologique de Météo-France la plus proche, sur la commune de Lye à 6 km à vol d'oiseau, est de 12,1 °C et le cumul annuel moyen de précipitations est de 673,1 mm,. Pour l'avenir, les paramètres climatiques de la commune estimés pour 2050 selon différents scénarios d'émission de gaz à effet de serre sont consultables sur un site dédié publié par Météo-France en novembre 2022.

### Voies de communication et transports
Le territoire communal est desservi par les routes départementales : 4A et 956.
La gare ferroviaire la plus proche est la gare de Selles-sur-Cher, à 4 km.
La Vernelle est desservie par la ligne A du Réseau de mobilité interurbaine.
L'aéroport le plus proche est l'aéroport de Châteauroux-Centre, à 50 km.
Le territoire communal est traversé par le sentier de grande randonnée de pays de Valençay.

## Urbanisme

### Typologie
Au 1er janvier 2024, La Vernelle est catégorisée commune rurale à habitat dispersé, selon la nouvelle grille communale de densité à sept niveaux définie par l'Insee en 2022.
Elle est située hors unité urbaine. Par ailleurs la commune fait partie de l'aire d'attraction de Romorantin-Lanthenay, dont elle est une commune de la couronne,. Cette aire, qui regroupe 29 communes, est catégorisée dans les aires de moins de 50 000 habitants,.

### Occupation des sols
L'occupation des sols de la commune, telle qu'elle ressort de la base de données européenne d’occupation biophysique des sols Corine Land Cover (CLC), est marquée par l'importance des territoires agricoles (88 % en 2018), en diminution par rapport à 1990 (89,4 %). La répartition détaillée en 2018 est la suivante : 
zones agricoles hétérogènes (40,9 %), terres arables (34,7 %), cultures permanentes (10,5 %), forêts (9,2 %), zones urbanisées (2,8 %), prairies (1,9 %). L'évolution de l’occupation des sols de la commune et de ses infrastructures peut être observée sur les différentes représentations cartographiques du territoire : la carte de Cassini (XVIIIe siècle), la carte d'état-major (1820-1866) et les cartes ou photos aériennes de l'IGN pour la période actuelle (1950 à aujourd'hui).

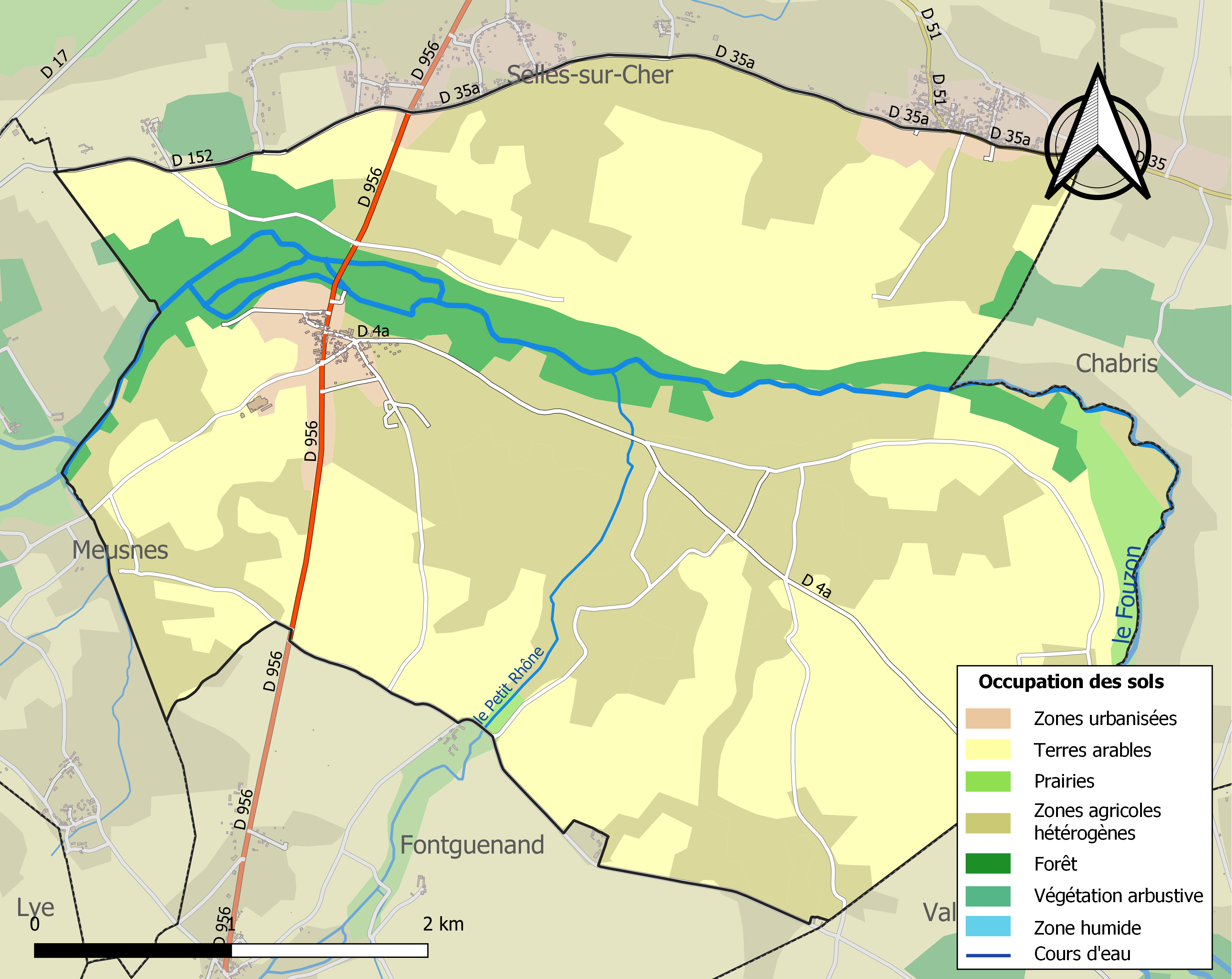
Carte des infrastructures et de l'occupation des sols de la commune en 2018 (CLC).

### Logement
Le tableau ci-dessous présente le détail du secteur des logements de la commune :
| Date du relevé                                              | 2013   |
| Nombre total de logements                                   | 456    |
| Résidences principales                                      | 73,6 % |
| Résidences secondaires                                      | 6,2 %  |
| Logements vacants                                           | 10,2 % |
| Part des ménages propriétaires de leur résidence principale | 83,1 % |

### Risques majeurs
Le territoire de la commune de La Vernelle est vulnérable à différents aléas naturels : météorologiques (tempête, orage, neige, grand froid, canicule ou sécheresse), mouvements de terrains et séisme (sismicité faible). Il est également exposé à un risque technologique,  le transport de matières dangereuses. Un site publié par le BRGM permet d'évaluer simplement et rapidement les risques d'un bien localisé soit par son adresse soit par le numéro de sa parcelle.

#### Risques naturels

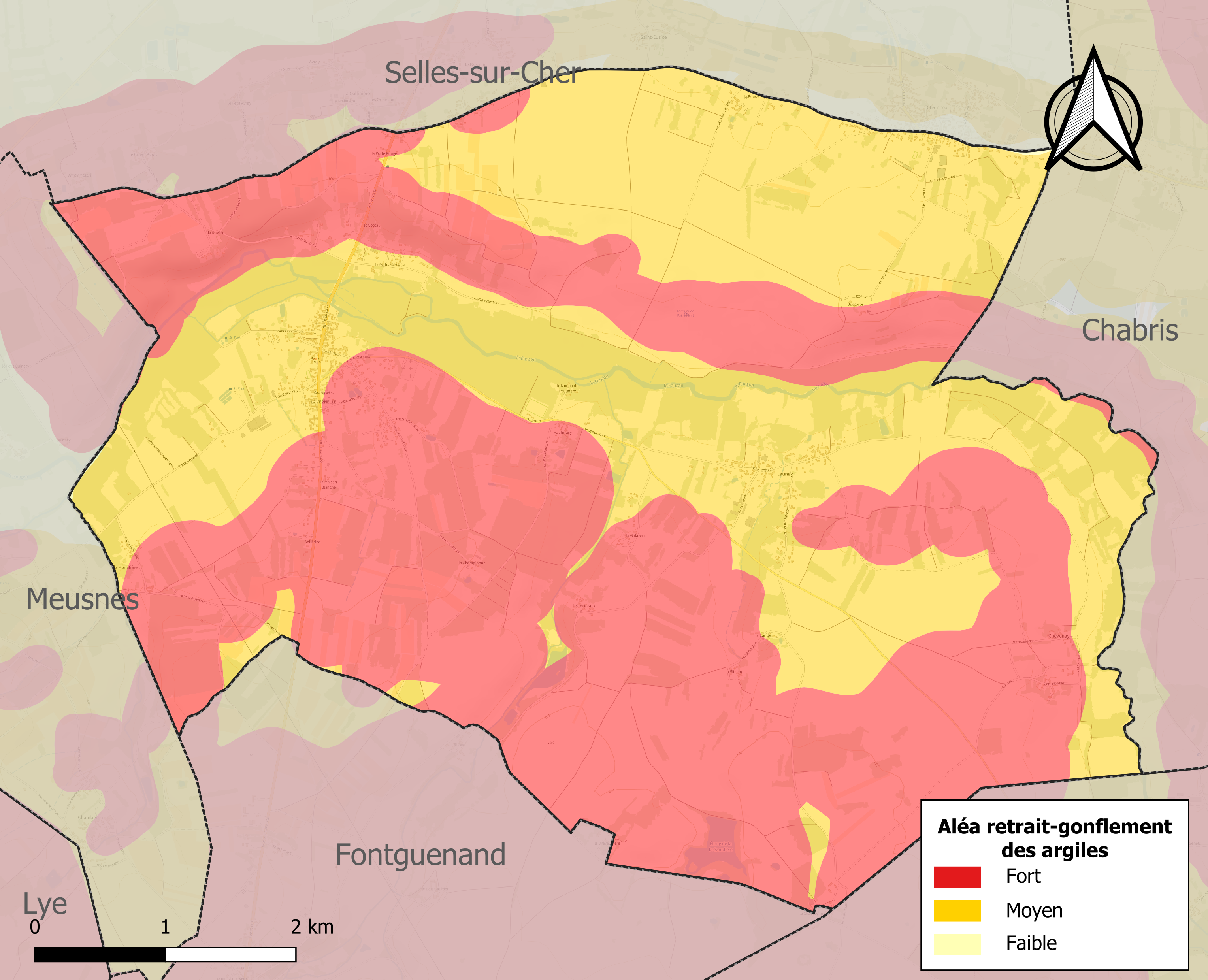
Carte des zones d'aléa retrait-gonflement des sols argileux de La Vernelle.

Les mouvements de terrains susceptibles de se produire sur la commune sont des tassements différentiels.
Le retrait-gonflement des sols argileux est susceptible d'engendrer des dommages importants aux bâtiments en cas d’alternance de périodes de sécheresse et de pluie. 99,9 % de la superficie communale est en aléa moyen ou fort (84,7 % au niveau départemental et 48,5 % au niveau national). Sur les 454 bâtiments dénombrés sur la commune en 2019, 454 sont en aléa moyen ou fort, soit 100 %, à comparer aux 86 % au niveau départemental et 54 % au niveau national. Une cartographie de l'exposition du territoire national au retrait gonflement des sols argileux est disponible sur le site du BRGM,.
Concernant les mouvements de terrains, la commune a été reconnue en état de catastrophe naturelle au titre des dommages causés par la sécheresse en 1989, 1992 et 1993 et par des mouvements de terrain en 1983 et 1999.

#### Risques technologiques
Le risque de transport de matières dangereuses sur la commune est lié à sa traversée par des infrastructures routières ou ferroviaires importantes ou la présence d'une canalisation de transport d'hydrocarbures. Un accident se produisant sur de telles infrastructures est en effet susceptible d’avoir des effets graves au bâti ou aux personnes jusqu’à 350 m, selon la nature du matériau transporté. Des dispositions d’urbanisme peuvent être préconisées en conséquence.

## Toponymie
En bas latin varenella = varna et suffixe diminutif ella, vernelle = la petite verne. Varneau s’explique par la vocalisation du « l » en « u » ; varnelle correspond à la transcription phonétique de la prononciation ligérienne.
Elle fut appelée : De Varenella en 1092, Varenella en 1162, La Vernelle, paroisse de Paulmery le 2 mars 1789, La Vernielle au XVIIIe siècle, La Vernelle en 1811, La Vernelle, commune de Paulmery le 25 novembre 1817 et La Vernelle en 1852.
Réunion réalisée par ordonnance royale du 17 avril 1842 : les communes de Paulmery et de Lucioux sont réunies sous le nom de Fontguenand. Démembrement réalisé par la loi du 22 juillet 1851 : la section de La Vernelle, commune de Fontguenand, est érigée en commune indépendante. Cette section correspondait de fait à l’ancienne commune de Paulmery.
Ses habitants sont appelés les Vernellois.

## Politique et administration
La commune dépend de l'arrondissement de Châteauroux, du canton de Valençay, de la deuxième circonscription de l'Indre et de la communauté de communes Écueillé - Valençay.
Elle dispose d'une agence postale communale et d'un centre de première intervention.
| Période                                  | Période       | Identité          | Étiquette | Qualité             |
| ---------------------------------------- | ------------- | ----------------- | --------- | ------------------- |
| 2004                                     | novembre 2012 | Jean-Luc Garnier  |           | Retraité            |
| décembre 2012                            | 2020          | Christian Jacquin | DVD       | Directeur technique |
| 2020                                     | En cours      | Annick Brossier   | DVC       |                     |
| Les données manquantes sont à compléter. |               |                   |           |                     |

## Population et société

### Démographie
L'évolution du nombre d'habitants est connue à travers les recensements de la population effectués dans la commune depuis 1793. Pour les communes de moins de 10 000 habitants, une enquête de recensement portant sur toute la population est réalisée tous les cinq ans, les populations de référence des années intermédiaires étant quant à elles estimées par interpolation ou extrapolation. Pour la commune, le premier recensement exhaustif entrant dans le cadre du nouveau dispositif a été réalisé en 2006.

En 2022, la commune comptait 799 habitants, en évolution de +6,68 % par rapport à 2016 (Indre : −3 %, France hors Mayotte : +2,11 %).
| 1793 | 1800 | 1806 | 1821 | 1831 | 1836 | 1841 | 1851 | 1856 |
| ---- | ---- | ---- | ---- | ---- | ---- | ---- | ---- | ---- |
| 563  | 523  | 543  | 710  | 748  | 822  | 890  | 775  | 761  |

| 1861 | 1866 | 1872 | 1876 | 1881 | 1886 | 1891 | 1896 | 1901 |
| ---- | ---- | ---- | ---- | ---- | ---- | ---- | ---- | ---- |
| 792  | 864  | 877  | 906  | 899  | 932  | 930  | 928  | 909  |

| 1906 | 1911 | 1921 | 1926 | 1931 | 1936 | 1946 | 1954 | 1962 |
| ---- | ---- | ---- | ---- | ---- | ---- | ---- | ---- | ---- |
| 873  | 849  | 862  | 848  | 814  | 817  | 778  | 760  | 726  |

| 1968 | 1975 | 1982 | 1990 | 1999 | 2006 | 2011 | 2016 | 2021 |
| ---- | ---- | ---- | ---- | ---- | ---- | ---- | ---- | ---- |
| 715  | 713  | 696  | 640  | 693  | 779  | 774  | 749  | 780  |

| 2022 | - | - | - | - | - | - | - | - |
| ---- | - | - | - | - | - | - | - | - |
| 799  | - | - | - | - | - | - | - | - |

### Enseignement
La commune dépend de la circonscription académique d'Issoudun.

### Médias
La commune est couverte par les médias suivants : La Nouvelle République du Centre-Ouest, Le Berry républicain, L'Écho - La Marseillaise, La Bouinotte, Le Petit Berrichon, France 3 Centre-Val de Loire, Berry Issoudun Première, Vibration, Forum, France Bleu Berry et RCF en Berry.

## Économie
La commune se situe dans la zone d’emploi de Romorantin-Lanthenay et dans le bassin de vie de Selles-sur-Cher.
La viticulture est l'une des activités de la commune, qui se trouve dans la zone couverte par l'AOC valençay.
La commune se trouve dans l'aire géographique et dans la zone de production du lait, de fabrication et d'affinage des fromages Valençay, Selles-sur-cher et Sainte-maure-de-touraine.

## Culture locale et patrimoine
- Église
- Monument aux morts